# Hammadi Agrebi
Pour les articles homonymes, voir Agrebi.
Hammadi Agrebi (arabe : حمادي العقربي), de son vrai nom Mohamed Ben Rhaiem, né le 20 mars 1951 à Sfax et mort le 21 août 2020 dans la même ville, est un footballeur international tunisien jouant au poste de milieu de terrain. Il s'illustre notamment lors de la coupe du monde de 1978 en Argentine.

## Biographie

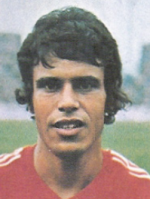
Hamadi Agrebi avec l'équipe de Tunisie en 1978.

Hamadi Agrebi évolue en tant que milieu offensif au sein du Club sportif sfaxien sous le numéro 8, qui est supprimé par le club en 2017 afin de faire honneur à celui qu'on considère comme la légende vivante du club.
Une statue de 2,5 mètres de haut à son effigie est inaugurée le 21 octobre 2017 en face du stade Taïeb-Mehiri de Sfax en présence de responsables régionaux, de personnalités et d'anciens joueurs du club, comme Mokhtar Dhouib.
Le 21 août 2020, il meurt dans une clinique privée de Sfax. Le président de la République, Kaïs Saïed, se rend à Sfax dans la soirée pour présenter ses condoléances à la famille.
Le lendemain lors d'une cérémonie en son hommage, le chef du gouvernement Elyes Fakhfakh annonce renommer le stade olympique de Radès à son nom. Cette annonce provoque la surprise du maire de Radès qui indique que le conseil municipal se réunit le 24 août pour prendre une décision. Par ailleurs, un arrêté daté du 12 juillet 2019 stipule qu'il n'est permis de donner des noms de personnes défuntes à des monuments que trois ans après la date du décès.